# Kreuzberger Chronik
Die Kreuzberger Chronik wird seit November 1998 im Berliner Ortsteil Kreuzberg veröffentlicht. Das kostenlose und unabhängige Stadtteilmagazin erscheint in zehn Ausgaben jährlich jeweils am Monatsanfang.

## Geschichte
Gegründet wurde die Kreuzberger Chronik 1998 von den Buchhändlern Michael Laser und Charalampos Ioannou als „Kiezzeitung“, der grafische Entwurf stammte vom Kreuzberger Satzbüro Vorsatz, das inhaltliche Konzept von dem Journalisten Hans W. Korfmann, der 1999 auch die Rolle des Herausgebers übernahm. Als ständige Mitarbeiter zählten über viele Jahre die Fotografen Wolfgang Krolow und Michael Hughes, zu den ständigen Autoren unter anderem Waltraud Schwab (taz), Michaela Prinzinger, Edith und Eckhardt Siepmann, Wolfgang Kröske alias Dr. Seltsam, Saskia Vogel, Alf Trenk, Kajo Frings, Sibylle Matuschek, Werner von Westhafen und Michael Unfried.

## Erscheinungsbild
Die Kreuzberger Chronik unterscheidet sich von den üblichen Werbezeitschriften u. a. durch ihren feuilletonistischen Stil und längere Beiträge auch namhafter Autoren. Ihrem Selbstverständnis nach ist sie kein Nachrichtenmagazin, sondern ein bibliophiler Kulturbeitrag. Neben einer literarischen Seite, Texten zur Historie des Viertels und zur Gegenwart Kreuzbergs widmet sich das Magazin jeweils ausführlich einem aktuellen gesellschaftlichen Thema. Auf den meisten Titelseiten findet sich das Porträt eines Kreuzbergers, dessen Geschichte im Heft erzählt wird. 2005 erschien eine Sammlung dieser Porträts als Buch unter dem Titel Kreuzberger im Verlag an der Spree. Ebenfalls als Buch erschien im November 2011 im Außenseiterverlag Der Herr D., eine Kolumne, die zehn Jahre lang in der Frankfurter Rundschau und der Kreuzberger Chronik veröffentlicht wurde.

## Finanzierung
Die Kreuzberger Chronik finanziert sich ausschließlich durch Werbeanzeigen Kreuzberger Gewerbetreibender, die zum Teil seit 1998 dabei sind. Die Auflagenhöhe beträgt 3.000 Exemplare. Seit der Ausgabe Nummer 34 ist das Stadtteilmagazin mit einem kostenlosen Archiv und mit bis zu 30.000 Seitenaufrufen pro Monat weltweit online.
2016 wurde die Kreuzberger Chronik neben dem Sender 3sat und der Süddeutschen Zeitung für die Reportage Kein Frieden auf dem Friedhof mit dem Aeternitas-Medienpreis ausgezeichnet. In der Begründung heißt es, dass „der gesellschaftlich hoch relevante Beitrag […] einen exemplarischen Charakter besitzt und einen Konflikt beschreibt, der auch außerhalb Kreuzbergs diskutiert wird.“